# آلیچی
آلیچی (به لاتین: Alići) یک منطقهٔ مسکونی در مونته‌نگرو است که در شهرداری پلیفلیا واقع شده‌است. آلیچی ۱۰۷ نفر جمعیت دارد.